# Windmühle (Gornac)

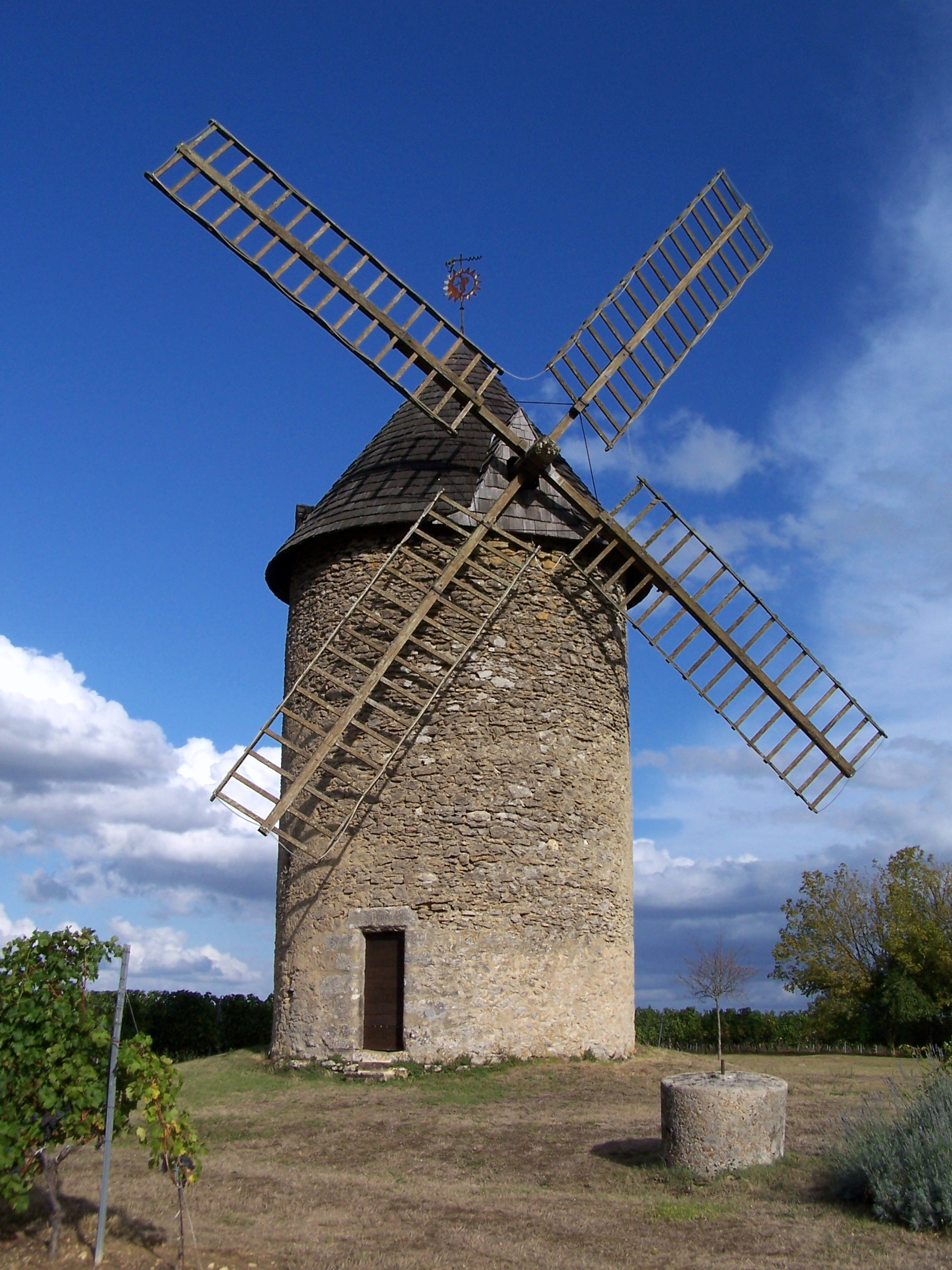
Windmühle bei Gornac

Die Windmühle in Gornac, einer französischen Gemeinde im Département Gironde in der Region Nouvelle-Aquitaine, wurde 1601 von Jehan Gauthier, Seigneuer de Cazaulx, errichtet.  
Die Windmühle aus Bruchsteinmauerwerk, auf einer Anhöhe nördlich des Ortes stehend, ist eine von ursprünglich drei Windmühlen in Gornac. Sie wurde 1975 von der Gemeinde gekauft, um darin ein Weinbaumuseum einzurichten.